# Achille Pensy
Achille Pensy est un footballeur équatoguinéen né le 5 janvier 1987 à  Kogo au Cameroun. Il évolue au poste de gardien de but avec The Panthers Malabo.

## Carrière
- 2006-2007 :  Akonangui FC
- 2008-2009 :  The Panthers Malabo
- 2010 :  Deportivo Mongomo
- 2011- :  The Panthers Malabo

## Palmarès
- 2006 : Vainqueur de la Coupe de Guinée équatoriale avec Akonangui FC
- 2009 : Vice-champion de la Coupe de la CEMAC 2010
- 2010 : Vainqueur du Championnat de Guinée équatoriale avec le Deportivo Mongomo
- 2012 : vainqueur de la Coupe de Guinée équatoriale avec The Panthers FC
- 2012 : Participation à la Coupe d'Afrique des nations 2012